# Torre di Filippo il Bello
La Torre di Filippo il Bello (in francese Tour Philippe-le-Bel), di Villeneuve-lès-Avignon è stata eretta tra il 1292 e il 1303 per ordine del re francese Filippo IV di Francia detto il "Bello". Si trovava sull'allora confine tra il Regno di Francia e lo stato della Chiesa con sede ad Avignone.
La torre sovrasta da uno sperone roccioso il fiume Rodano ed era inoltre il punto terminale del famoso Ponte di Avignone o pont Saint-Bénézet.

## Storia
Nel 1185, gli avignonesi eressero una prima torre dopo la costruzione del ponte Saint-Bénézet sul Rodano. Questa prima torre fu demolita dagli stessi avignonesi nel 1226 durante l'assedio della loro città da parte di Luigi VIII.
Il trattato tra il re di Francia Filippo il bello e l'abate di Saint-André stabilì la costruzione di una fortezza (il forte Saint-André) che circondasse l'abbazia di Saint-André e sovrastasse la città di Villeneuve-lès-Avignon  oltre che di una seconda fortezza più piccola vicino al vecchio porto, sul sito della prima torre.
L'architetto del re, Randolphe de Mornel, terminò il primo piano della torre nel 1303. Ai piedi della torre alla fine del ponte Saint-Bénézet, ora demolito, fu costruita anche una fortificazione chiamata Châtelet du pont.
Intorno al 1360, durante un intervento di riparazione, la torre fu rialzata di un ulteriore piano in stile gotico.
Nel XIX secolo tutti gli edifici e le fortificazioni intorno alla torre furono demolite.
La torre fu classificata come monumento storico nel 1862.
La torre, dopo secoli di abbandono e di parziali demolizioni, è stata restaurata varie volte, l'ultima nel 2003.

## Descrizione

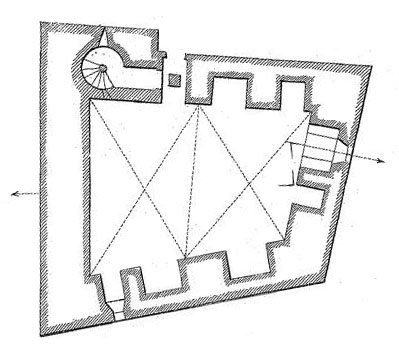
Pianta del pianoterra

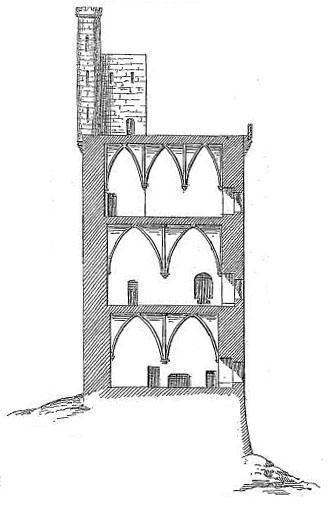
Sezione della torre verso nord

La torre è l'unico elemento sopravvissuto della fortezza originale chiamata Châtelet du pont. 
Si trova su una base rocciosa e ha una pianta quadrilatera irregolare con dimensioni medie di 13,4 x 15,7 m. 
È costruita con blocchi di calcare tratti da una cava vicino alla base del Forte Saint-André. 
I muri esterni del piano terra e la maggior parte del primo piano sono costruiti utilizzando pietre bugnate (bossage).
Ci sono tre piani con un'unica grande stanza su ogni piano. 
I soffitti sono alti 7,5 m mentre i piani sono collegati da una stretta scala a chiocciola ben conservata di un solo metro di larghezza situata nell'angolo nord-ovest dell'edificio. 
Le scale sono comprese in una torretta rettangolare lungo la quale, ai primi due livelli, sono presenti delle fessure nel muro esterno per far entrare la luce. 
La terrazza sul tetto è a 27 m dal suolo; la torretta delle scale sporge per altri 7 m e la torre di vedetta si estende per ulteriori 5 m portando l'altezza totale della struttura a 39 m. 
Le pareti hanno uno spessore di 2,4 m al piano terra, 2,2 m al primo piano e 2,0 m al secondo.
La torre ha subito nel corso dei secoli una serie di modifiche. I due piani inferiori furono completati nel 1302 mentre il terzo piano fu aggiunto intorno al 1350. La torre di guardia fu aggiunta nel XV o XVI secolo e nel XVIII secolo alcune aperture furono chiuse. 
Furono apportate ulteriori modifiche durante i lavori di restauro nel XX secolo. 
Alcune aree di muratura sporgente sui lati nord ed est della torre sembrano essere i resti dell'aderenza di una cortina muraria difensiva. 
Sul lato est è presente una porta che potrebbe aver dato accesso a una passerella lungo la sommità del muro, mentre sul lato nord una porta simile è stata chiusa. 
Non ci sono prove che una cortina muraria in questa posizione sia mai stata effettivamente costruita ed è possibile che il muro facesse parte di un piano originale che non fu mai realizzato. 
Sulla parete ovest della torre ci sono due porte chiuse che collegano alla scala a chiocciola. È probabile che siano stati usati per accedere ai garderobes (latrine).
Sul fronte est della torre ci sono tre stemmi scolpiti. Sebbene non siano chiaramente interpretabili, i due superiori sono quasi certamente quelli del re di Francia e dell'abbazia di Saint-André. Il terzo stemma, che ha quello che sembra essere un filare obliquo di tre rose, è probabilmente quello di papa Clemente VI che acquistò la città di Avignone da Giovanna I di Napoli nel 1348.

### Piano terra
Il pianterreno della torre era probabilmente occupato dalle guardie. C'è un piccolo ingresso sul lato nord che è protetto da una bertesca all'esterno e da un foro sopra il passaggio d'ingresso. 
L'ambiente ha una volta quadripartita a costoloni in due campate che scaturiscono da mensole. Le mensole sono prive di decorazioni ma le due bugne del soffitto sono scolpite con rosette di foglie d'acanto. La stanza è illuminata da sei aperture, quattro delle quali sono collocate in nicchie provviste di panchine in pietra. L'unica vera finestra è in una nicchia nella parete est e fornisce una vista verso il ponte. Le altre cinque aperture sono feritoie. 
Un grande camino ad incasso ha una canna fumaria completamente contenuta nello spessore della parete nord.
Alcune delle pareti hanno tracce di pitture murali. Sopra il camino c'è il contorno della testa di un uomo dai colori vivaci che un tempo doveva aver fatto parte di un affresco più ampio. 
In due delle nicchie ad arco e anche appena visibile sulla parete ovest, ci sono dei motivi esagonale ad incastro a linee di ocra rossa decorate con fogliame arricciato attorno a una grande rosa con cinque petali. 
Il disegno è simile a quello utilizzato per decorare l'interno di diversi altri edifici della zona che risalgono allo stesso periodo.

### Primo piano
L'alta qualità della scolpitura nella camera al primo piano indica che è stata progettata per fungere da area di ricevimento principale. La volta a crociera è divisa in due campate come al pianterreno ma le sei mensole e le bugne del soffitto sono decorate con busti o fogliame finemente intagliati. La sala è illuminata da sei aperture ricavate in nicchie. Di questi quattro sono finestre e solo due sono feritoie. Il camino è incassato nella parete ovest.
È presente un secondo ingresso di modeste dimensioni nel muro est. 
All'esterno dell'edificio il portale è posizionato sopra delle sporgenze in pietra che potrebbero essere state intese come collegamento ad una cortina muraria mai realizzata. 
L'ingresso era forse originariamente servito da una scala in legno ma quando fu costruito il corpo di guardia dava accesso diretto alla residenza del castello. Il portale e quattro delle nicchie furono chiusi all'inizio del XVIII secolo quando i due piani superiori della torre furono usati come prigione. Sono stati riaperti nell'ambito dei lavori di restauro effettuati negli anni '70.

### Secondo piano
Quando il secondo piano fu aggiunto alla torre a metà del XIV secolo, il tetto spiovente della terrazza precedente fu mantenuto e divenne il pavimento della nuova stanza. 
La volta a costoloni è suddivisa in tre campate anziché due come nei due piani inferiori. 
I beccatelli scolpiti e le bugne del soffitto sono meno raffinati di quelli del primo piano. 
La stanza era originariamente illuminata da aperture in sei nicchie di cui due finestre e quattro feritoie. 
Quelli con le feritoie sono stati chiuse quando la torre era usata come prigione e non sono stati riaperti. 
Gli archi delle nicchie differiscono da quelli dei piani inferiori; hanno una forma ogivale piuttosto che una forma semicircolare. Il camino è incastonato nella parete nord.

### Terrazza
Tre lati della terrazza presentano caditoie con parapetto sorretto da grandi mensole. Agli angoli sono presenti torrette semicilindriche a sbalzo (bartizans) per consentire ai difensori di osservare i lati della torre. La merlatura del parapetto risale ai lavori di restauro eseguiti negli anni Ottanta.
La torre è di proprietà del comune di Villeneuve-lès-Avignon ed è aperta al pubblico. La sala al piano terra è utilizzata per ospitare mostre d'arte. La sala del primo piano ospita una mostra sulla storia della Tour Philippe-le-Bel e del Pont Saint-Bénézet.